# ザ・ザ
ザ・ザ（The The）は、イギリスのバンド。ボーカルを務める中心人物マット・ジョンソンのみが不変のメンバーであり、マットのソロ・プロジェクトともとらえられる。

## 略歴
1978年のデビュー時は、批評家からの支持が高く、熱心なファンを獲得した。1983年発表のアルバム『ソウル・マイニング』は、イギリスの音楽誌『メロディ・メイカー』において、年間ベスト・アルバムの「第3位」に選ばれている。1989年発表のサード・アルバム『マインド・ボム』は初めてバンド形態をとり、イギリス国内のみならず国際的にもミリオン・セールスを記録した。またザ・ザは、極めて政治的な歌詞で物議をかもしたことが多々ある。1986年発表のシングル「ハートランド」では、第二次世界大戦後、イギリスは政治的、軍事的にアメリカ合衆国に追従し、自国内に在英米軍を駐留させていた事で、「ここ（英国）はアメリカ合衆国の51番目の州なのさ」と歌い、放送禁止措置を受けている。
アルバム『マインド・ボム』収録曲「アルマゲドン・デイズ」では、宗教対立が招いた戦争と世界の終焉をテーマにしている。ピーター・バラカンは、ザ・ザの音楽は強烈な説得力と歯に衣着せぬ歌詞で、（サッチャー支配だった）80年代イギリスの記録として重要だと記している。
1993年発表の『ダスク』までは、マットの実弟であるアンディ・ドッグ・ジョンソンがジャケットやスリーヴのアートワークを担当していた。アンディの描く暗く自虐的な絵は時には議論を呼び、シングル「インフェクテッド」のジャケットが問題となっていったん回収され、限定カヴァー・イラストに差し替えられて再リリースされたことがある。2008年のリイシューではそれらのアートワークはマットのセピア調のポートレートに差し替えられているものもある。 
1990年には、唯一となる日本公演を行っている。

## メンバー

### 現在のメンバー
- マット・ジョンソン (Matt Johnson) - ボーカル、ギター
- バーリー・カドガン (Barrie Cadogan) - リード・ギター
- D.C.コラード (DC Collard) - キーボード、メロディカ
- ジェームズ・エラー (James Eller) - ベース
- アール・ハーヴィン (Earl Harvin) - ドラム

### 公式メンバー
- マット・ジョンソン (Matt Johnson) - ボーカル、ギター、キーボード、ベース、メロディカ、エンジニア (1979年– ) ※1983年から1988年までは唯一の公式メンバーだった。
- キース・ロウズ (Keith Laws) - シンセサイザー (1979年–1981年) ※現在はハートフォードシャー大学の神経心理学教授
- トム・ジョンストン (Tom Johnston) - ベース (1980年) ※現在は全国紙の漫画家
- トライアッシュ (Triash (a.k.a. Peter Ashworth)) - ドラム、パーカッション (1980年)
- コリン・ロイド・タッカー (Colin Lloyd Tucker) - ギター、ボーカル (1981年)
- サイモン・フィッシャー・ターナー (Simon Fisher Turner) - ギター、ボーカル (1981年)
- デヴィッド・パーマー (David Palmer) - ドラム (1985年–1994年)
- ジョニー・マー (Johnny Marr) - ギター、ハーモニカ (1988年–1994年、2017年)
- ジェームズ・エラー (James Eller) - ベース (1988年–1994年)
- D.C.コラード (D.C. Collard) - キーボード (1989年–1997年)
- ジム・フィッティング (Jim Fitting) - ハーモニカ (1993年–1995年)
- キース・ジョイナー (Keith Joyner) - ギター (1993年–1994年)
- ジェアード・マイケル・ニッカーソン (Jared Michael Nickerson) - ベース (1993年–1994年)
- エリック・シェーマーホーン (Eric Schermerhorn) - ギター (1995年–2002年)
- ブライアン・マクロード (Brian MacLeod) - ドラム (1995年–1997年)
- ゲイル・アン・ドロシー (Gail Ann Dorsey) - ベース (1995年) ※ハリウッド・ドロシー名義
- スペンサー・キャンベル (Spencer Campbell) - ベース、バック・ボーカル (1998年–2002年)
- アール・ハーヴィン (Earl Harvin) - ドラム (1998年–2002年)

### コラボレーション
公式メンバーとしてではないが、曲ごとに多くのミュージシャンがゲスト参加している。
- ジュールス・ホランド - ピアノ (1982年)
- スティーヴ・ホガース - ピアノ、キーボード (1986年)
- トーマス・リア - キーボード (1979年–1983年)
- シネイド・オコナー - ボーカル (1988年–1989年) ※「キングダム・オブ・レイン」（『マインド・ボム』収録）
- ネナ・チェリー - ボーカル (1985年–1986年) ※「スロウ・トレイン・トゥー・ドーン」（『インフェクテッド』収録）
- アンナ・ドミノ - ボーカル (1985年–1986年)

## ディスコグラフィ

### スタジオ・アルバム
- 『バーニング・ブルー・ソウル』 - Burning Blue Soul (1981年) ※最初はマット・ジョンソン名義、後にザ・ザ名義で再リリース
- 『魂の彫刻』 - Soul Mining (1983年)
- 『インフェクテッド』 - Infected (1986年)
- 『マインド・ボム』 - Mind Bomb (1989年)
- 『ダスク』 - Dusk (1993年)
- 『ソリテュード』 - Solitude (1993年)
- 『ハンキー・パンキー』 - Hanky Panky (1995年)
- 『ネイキッドセルフ』 - NakedSelf (2000年)

### コンピレーション・アルバム
- Solitude (1993年)
- 45 RPM: The Singles of The The (2002年)
- London Town Box Set (2002年)

### シングル
| 年   | タイトル                                                     | チャート最高位      | チャート最高位             | 収録アルバム       |
| 年   | タイトル                                                     | UK シングルチャート | USA モダンロック・チャート | 収録アルバム       |
| 1980 | "Controversial Subject"                                      | -                   | -                          | -                  |
| 1981 | "Cold Spell Ahead"                                           | -                   | -                          | -                  |
| 1982 | "Uncertain Smile"                                            | 68位                | -                          | ソウル・マイニング |
| 1983 | "Perfect"                                                    | -                   | -                          | ソウル・マイニング |
| 1983 | "This Is the Day"                                            | 71位                | -                          | ソウル・マイニング |
| 1986 | ハートランド - "Heartland"                                   | 29位                | -                          | インフェクテッド   |
| 1986 | インフェクテッド - "Infected"                                | 48位                | -                          | インフェクテッド   |
| 1987 | スロウ・トレイン・トゥー・ドーン - "Slow Train to Dawn"      | 64位                | -                          | インフェクテッド   |
| 1987 | スウィート・バード・オブ・トゥルース - "Sweet Bird of Truth" | 55位                | -                          | インフェクテッド   |
| 1989 | ザ・ビートゥン・ジェネレーション - "The Beat(en) Generation" | 18位                | 13位                       | マインド・ボム     |
| 1989 | グラヴィテイト・トゥ・ミー - "Gravitate to Me"               | 63位                | 15位                       | マインド・ボム     |
| 1989 | アルマゲドン・デイズ - "Armageddon Days Are Here (Again)"    | 70位                | -                          | マインド・ボム     |
| 1989 | キングダム・オブ・レイン - "Kingdom of Rain"                 | -                   | 16位                       | マインド・ボム     |
| 1990 | "Jealous of Youth"                                           | -                   | 7位                        | ソリテュード       |
| 1991 | "Shades Of Blue EP"                                          | 54位                | -                          | -                  |
| 1993 | 欲望の犬ども - "Dogs of Lust"                                | 25位                | -                          | ダスク             |
| 1993 | 前世のスロー再生 - "Slow Emotion Replay"                     | 35位                | -                          | ダスク             |
| 1993 | 愛は死よりも強し - "Love Is Stronger Than Death"             | 39位                | -                          | ダスク             |
| 1994 | "Dis-Infected EP"                                            | 17位                | -                          | -                  |
| 1995 | "I Saw the Light"                                            | 31位                | -                          | ハンキー・パンキー |
| 1999 | "Shrunken Man"                                               | -                   | -                          | ネイキッド・セルフ |
| 2007 | "Mrs Mac"                                                    | -                   | -                          | TBA                |